# Monotrilho de Palmeira Jumeirah
O monotrilho de Palmeira Jumeirah é uma linha de monotrilho na ilha de Palmeira Jumeirah em Dubai, Emirados Árabes Unidos. A linha conecta a ilha ao continente, com uma futura extensão para a linha Vermelha [en] do metrô de Dubai sendo planejada. A linha foi aberta em 30 de abril de 2009. É o primeiro monotrilho do Oriente Médio.
Os trens são autônomos, com funcionários em caso de quaisquer emergências.

## História
A construção da linha de 5,45 km de monotrilho começou em março de 2006, sob a supervisão da Marubeni Corporation. A colocação do trilho foi concluída em julho de 2008 e testes com os trens começaram em novembro do mesmo ano. Com sua abertura sendo incialmente esperada para dezembro de 2008, foi adiada para 30 de abril de 2009. Em 2010, o sistema era operado pela filial do Oriente Médio da Serco.
O orçamento do projeto foi de 400 milhões de dólares, com 190 milhões para uma futura extensão de 2 km para o metrô de Dubai. Outras fontes afirmam que o orçamento foi de 1,1 bilhão de dólares.
A estação Parque Al Ittihad, originalmente projetada para servir ao cancelado Trump International Hotel and Tower, foi aberta em 3 de julho de 2017. A estação Nakheel Mall foi aberta em 28 de novembro de 2019.

## Número de passageiros
A linha tem uma capacidade estimada de 40.000 passageiros por dia, com um headway de poucos minutos durante as horas de pico e de 15 a 20 minutos durante outros horários. Entretanto, os números mostravam em em média, 600 passageiros por dia durante a primeira semana, e o monotrilho opera "virtualmente vazio". Em julho de 2017, os trens chegam a cada 11 minutos e cerca de 3.000 passageiros usam a linha por dia.